# Heterogamus albigenus
Heterogamus albigenus är en stekelart som först beskrevs av Chen och He 1997.  Heterogamus albigenus ingår i släktet Heterogamus och familjen bracksteklar. Inga underarter finns listade i Catalogue of Life.